# 間島淳司
間島 淳司（まじま じゅんじ、1978年5月13日 - ）は、日本の男性声優。アイムエンタープライズ所属。劇団東京都鈴木区朗読文化協会会長。

## 経歴

### 生い立ち
一番最初になりたいと思った職業は、幼稚園の卒園文集にはウルトラマンと書いており、年長になった時も「同じことを書こう」と思っていたところ、教師に「それはちょっと……」と言われ、サッカー選手に替えられた。
アニメは好きであり、小学生の頃に一番好きなテレビアニメ『魔神英雄伝ワタル』で職業としての声優を知った。アニメ好きであった姉が買っていた雑誌に声優の記事があり、「ああ、中に人がいるんだ」、「あの役もこの人がやってるんだ」とわかってきて、中学時代には國府田マリ子がパーソナリティを務めていた『ツインビーPARADISE』、小森まなみを務めていた『mamiのRADIかるコミュニケーション』などのラジオも聴くようになり、職業としての声優を知るようになった。
当時の憧れの声優はテレビアニメ『天空戦記シュラト』、『らんま1/2』で知った山寺宏一。

### デビュー前
学生時代は学級委員を務めたこともあったが、内気であり、通知表には「消極的」と書かれた。
その成績の良さを活かし、親には「あなたは公務員に向いている」と言われ、なりたい職業がなく「公務員になるもんだ」と思ってた。高校の進路相談で、教師が「何になりたい？」と聞きかれ、高校1年生の時の進路決定で主体性を持って行動した。しかし声優になろうと何をしてきたわけでもなかったため、「訓練くらいはしておこう」と演劇部に入部。当時の演劇部は、部員は6～7人いたが、やる気がなかったという。練習にもあまり集まらなく、夏休みに部室に行っていたところ間島1人ということもあった。しかし、訓練になり文化祭の舞台までは続けていた。
文化祭では間島自身の役すら覚えておらず、結局秋から行かなくなり、2年生の時も部活に入部せず、過ごしていた。高校3年生になり、「発声練習だけは今のうちにやっておかなきゃ」と思い、演劇部に再入部。昔のやる気のなかった生徒は皆引退しており、後輩に当たる1～2年生の部員は熱心だったため、二度目の演劇部はとても楽しかったという。高校演劇大会にも出場した経験を持つ。当時は演劇集団キャラメルボックスの脚本で、主人公の敵役を演じていた。
しかし、人前に出るのが苦手であり、声優を目指していたのは『声優グランプリ』が創刊されて間もない時期であり、当時の声優はメディア露出が少ないのが一般的であった。雑誌などの表舞台に出るのは、椎名へきるのように、「第一線でキラキラしてて選ばれた人たちだけの仕事だ」と思っており、「地道に声を当てるお仕事をしていければいい、自分には関係ない世界だ」と思っていた。
上京に不安を覚えたために、1998年、代々木アニメーション学院名古屋校卒業後に、日本ナレーション演技研究所名古屋校に入所。翌年に上京して、M.T.プロジェクトに2年ほど所属した。
事務所側が声優業界から撤退し、社長から「うちはミュージカルに強い事務所だから、声優を続けるなら仕事を紹介できない。養成所に戻るか、残るか考えなさい」と告げられ、同演技研究所に戻り、1～2ヶ月ほどのフリーの期間を経て、所内オーディションに合格後、アイムエンタープライズ所属となる。

### デビュー後
デビュー作は『Memories Off』の稲穂信役。同役は20年以上演じ続けている。アニメでのデビューはオーディションで決まった2000年の『ドキドキ♡伝説 魔法陣グルグル』。2003年には『スクラップド・プリンセス』のフォルシス役で初めてレギュラー、『幻影闘士バストフレモン』のフェイク役で初めて主役を演じる。
同学院時代に講師を務めていたハマノカズゾウが、間島が卒業時に同学院を退職し、劇団のALT RUNNERを結成。卒業生の何人かに「劇団員にならないか」というハガキを送っており、間島のところにも来た。当時は同演技研究所に通っていたが、授業は週一であり、同学院時代は毎日授業があったが、「週一では役者の勉強をするには足りないんじゃないか」と思い、その劇団に入団し、舞台活動も始める。舞台の芝居は好きであり、客のリアクションが生で見られるのが楽しく、声の仕事とは違う充実感があった。制作側に回ればとても疲れるが、それを味わいたくて2012年時点でも、時には舞台作品を制作するようにしているという。

## 人物・エピソード
声種はテノール。
色々なタイプの役を演じており、2012年時点では女子たちに振り回される主人公が多い。また二面性のあるキャラクターも多い。ライトノベル原作のアニメの出演が多くテレビアニメ『とらドラ!』以降、増えたという。
女性に振り回されるタイプであり、声優デビュー時もそうであるが、主体性がないタイプのため、「こうしろ」と言われると「いいよ」と言っているという。好きなタイプの女性は何にも怒らない子と語っている。
同年代の声優7名で結成されているDABAの一員。DABA内での名はサムソン。看護師の姉がいる。
仮面ライダーシリーズ（主に平成ライダーシリーズ）、ゴスペラーズ、椎名へきる（高校時代に公式ファンクラブに入会歴あり）などのファン。
料理が得意。得意料理は餃子で（毎週土曜日は「餃子曜日」）、他の声優にも好評とのこと。
掃除好きでもある。そのあたり、『とらドラ!』で自身が演じた「高須竜児」との共通点が多く、共演者の釘宮理恵から「リアル竜児」「竜児を演じるために生まれて来た男」と言われた。
趣味やイベントを通じて多数の声優と交流を持つ。そうした中で、川原慶久と山口キヨヒロの2人はブログに度々登場しており、一緒に過ごすことも多い。
据え置き機・携帯機を問わずのゲーム好き。また、ブログ上で感想や進行状況を報告している。好きなゲーム（『モンスターハンター3』）に熱中したくて、上記ブログに「ブログなんぞに時間を使っている場合ではない」と書き記したこともある。
他の趣味にカラオケ、特技にバドミントンを挙げている。資格は普通自動車免許。

## 出演
太字はメインキャラクター。

### テレビアニメ
2000年
- ドキドキ♡伝説 魔法陣グルグル（ザイマン、クロコB、声、村人）

2002年
- プリンセスチュチュ（葬式の参列者 他）

2003年
- 幻影闘士バストフレモン（2003年 - 2004年、フェイク、職員）
- スクラップド・プリンセス（フォルシス）
- DEAR BOYS（男子生徒 他）
- ミッドナイトホラースクール（ボロッカ）

2004年
- うた∽かた（考治）
- 神無月の巫女（大神ソウマ）
- ゾイドフューザーズ（2004年 - 2005年、ブレード）
- DearS（係員B）
- デュエル・マスターズ チャージ（赤柳）
- ふたりはプリキュア（光の園の住人）
- モンキーターン（洞口雄大） - 2シリーズ
- ローゼンメイデン（2004年 - 2006年、山本、オオワシ伯爵 他） - 2シリーズ

2005年
- ガラスの仮面（後藤）
- Canvas2 〜虹色のスケッチ〜（橋爪彰太）
- ガンパレード・オーケストラ（2005年 - 2006年、石塚弘）
- 極上生徒会（友人B、練習生、男子生徒3）
- 灼眼のシャナ（男子生徒A）
- SHUFFLE!（2005年 - 2007年、父親） - 2シリーズ
- 砂ぼうず（傭兵）
- ToHeart2（男子生徒）
- トリニティ・ブラッド（トム）
- ふしぎ星の☆ふたご姫（おひさまの国の人々、ハル、家庭教師、客、ブンブ）
- ハチミツとクローバー（友人C）
- 魔法先生ネギま!（店員）

2006年
- ケロロ軍曹（宇宙人、鈴木安男、ラクガキの住人、ナンク星人）
- タクティカルロア（ケンジ・オーランド 他）
- パンプキン・シザーズ（ハンス）
- 魔界戦記ディスガイア（プリニー、大天使ラミントン）
- まじめにふまじめ かいけつゾロリ（子供B、係員B）
- MÄR-メルヘヴン-（メルクーア）
- ロックマンエグゼBEAST+（六方悟）
- ワンワンセレプー それゆけ!徹之進（ハンゾウ）

2007年
- 銀魂（2007年 - 2015年、アカゲ、勇者呂登六） - 2シリーズ
- ZOMBIE-LOAN（吉住）
- 機神大戦ギガンティック・フォーミュラ（吉野陽一、真）
- 京四郎と永遠の空（大神ジン、DJ）
- ご愁傷さま二ノ宮くん（二ノ宮峻護）
- こどものじかん（青木大介）
- しゅごキャラ!（2007年 - 2008年、二階堂悠） - 2シリーズ
- スカイガールズ（緋月玲）
- セイント・ビースト〜光陰叙事詩天使譚〜（ギル）
- デルトラクエスト（マナス）

2008年
- ARIA The ORIGINATION（下級生D）
- ゴルゴ13（夫）
- とらドラ!（2008年 - 2009年、高須竜児）
- 乃木坂春香の秘密（2008年 - 2009年、小笠原孝、シュート・サザーランド） - 2シリーズ
- のらみみ（トリメガネ）

2009年
- 明日のよいち!（水薙渦丸）
- アスラクライン（真日和秀） - 2シリーズ
- うみものがたり 〜あなたがいてくれたコト〜（サム）
- グイン・サーガ（シモン）
- GA 芸術科アートデザインクラス（古見堂孫）
- 地獄少女 三鼎（松田友秀）
- 宙のまにまに（路万健康、運動部員）

2010年
- イナズマイレブン（2010年 - 2011年、テレス・トルーエ、ウイネル、レポーター、ゴーシュ・フレア）
- 俺の妹がこんなに可愛いわけがない（赤城浩平）
- 伝説の勇者の伝説（シュス・シラーズ）
- とある科学の超電磁砲（2010年 - 2013年、大圄先生、有冨春樹） - 2シリーズ
- ぬらりひょんの孫（2010年 - 2011年、鴉天狗） - 2シリーズ
- FAIRY TAIL（2010年 - 2019年、旅の青年、レーサー） - 3シリーズ
- 迷い猫オーバーラン!（幸谷大吾郎、ブレイブドリル、機械騎士）
- メタルファイト ベイブレード シリーズ（2010年 - 2011年、レポーター、キュクナス） - 2シリーズ

2011年
- これはゾンビですか?（2011年 - 2012年、相川歩〈アユム〉） - 2シリーズ
- たまゆら〜hitotose〜（2011年 - 2013年、堂郷和太郎） - 2シリーズ
- 花咲くいろは（宮岸徹）
- 緋弾のアリア（2011年 - 2015年、遠山キンジ） - 2シリーズ

2012年
- イナズマイレブンGO（テレス・トルーエ）
- カードファイト!! ヴァンガード シリーズ（2012年 - 2020年、クリスタル、諏訪部イツキ〈副会長〉、選手） - 7シリーズ
- 黒魔女さんが通る!!（松岡先生）
- 好きっていいなよ。（立川雅司）
- ゼロの使い魔F（エスマーイル）
- パパのいうことを聞きなさい!（佐古俊太郎）
- BTOOOM!（柿本人志）
- めだかボックス（吉野ヶ里）

2013年
- GON -ゴン-（ウィニー）
- 最強銀河 究極ゼロ 〜バトルスピリッツ〜（男）
- サムライフラメンコ（若い男）
- 凪のあすから（潮留至）

2014年
- アカメが斬る!（ラン）
- 一週間フレンズ。（井上潤、クラスの担任）
- グリザイアの果実（幸の父）
- 最近、妹のようすがちょっとおかしいんだが。（神前夕哉）
- SHIROBAKO（下柳雄一郎）
- Z/X IGNITION（サー・ガルマータ）
- 大図書館の羊飼い（筧京太郎）
- DRAMAtical Murder（ウイルス）
- ハイキュー!!（2014年 - 2020年、笹谷武仁） - 3シリーズ
- 棺姫のチャイカ（トール・アキュラ） - 2シリーズ
- ポケットモンスター XY（ハジメ）
- まじもじるるも（先輩）
- LOVE STAGE!!（飛鷹天馬）
- ログ・ホライズン2（ロレイル＝ドーン）

2015年
- 赤髪の白雪姫（不審者）
- 暗殺教室（2015年 - 2016年、千葉龍之介） - 2シリーズ
- いとしのムーコ（うしこう）
- オーバーロード（ヘロヘロ）
- GANGSTA.（エミリオ・ベネデット、アレックス父）
- 金田一少年の事件簿R（三ツ石勲）
- コメット・ルシファー（アルフリード・マッカラン）
- Charlotte（大村佳之）
- 食戟のソーマ（2015年 - 2016年、関守平） - 2シリーズ
- ダンジョンに出会いを求めるのは間違っているだろうか（2015年 - 2025年、タケミカヅチ） - 5シリーズ
- 探偵チームKZ事件ノート（犯人）
- デス・パレード（三浦しげる）
- バトルスピリッツ 烈火魂（百黄半蔵）
- ふうせんいぬティニー（サルリーマン、ハリネズミ）
- 名探偵コナン（2015年 - 2024年、藤田雅彦、大神明、山梨元、初根継男、千野敦、安堂和也）
- モンスター娘のいる日常（来留主公人）
- ヤング ブラック・ジャック（多野）

2016年
- この素晴らしい世界に祝福を!（2016年 - 2024年、ダスト） - 3シリーズ
- 最弱無敗の神装機竜（バルゼリッド・クロイツァー）
- 終末のイゼッタ（トビアス）
- 刀剣乱舞-花丸-（2016年 - 2018年、にっかり青江） - 2シリーズ
- TRICKSTER -江戸川乱歩「少年探偵団」より-（新垣なおき）
- ドリフターズ（シャラ）
- ねじ巻き精霊戦記 天鏡のアルデラミン（マシュー・テトジリチ）
- 迷家-マヨイガ-（まんべ、よっつん、役員A、解説、部長、横田）
- レガリア The Three Sacred Stars（ジョニー・マペット）
- Lostorage incited WIXOSS（墨田壮）

2017年
- ACCA13区監察課（ハリアー）
- リルリルフェアリル〜妖精のドア〜（シオン）
- キラキラ☆プリキュアアラモード（辰巳だいすけ）
- 有頂天家族2（二代目）
- トミカハイパーレスキュー ドライブヘッド 機動救急警察（石動速人）
- 境界のRINNE（絵川スグル）
- アイカツスターズ!（スタッフ、ブラックスター）
- “栄光なき天才たち”からの物語（富永）
- ナイツ&マジック（クヌート・ディクスゴード青年期）
- サクラダリセット（浦地清次郎）
- ドリフェス!R（葛城映司）
- 血界戦線 & BEYOND（ユリアン）

2018年
- りゅうおうのおしごと!（久留野義経）
- グランクレスト戦記（ジード）
- 覇穹 封神演義（董天君）
- 3D彼女 リアルガール（2018年 - 2019年、医者、間淵慎吾） - 2シリーズ
- ソードアート・オンライン オルタナティブ ガンゲイル・オンライン（2018年 - 2024年、デヴィット） - 2シリーズ
- 美男高校地球防衛部HAPPY KISS!（取鳥海夢）
- BEATLESS（参謀）
- ちおちゃんの通学路（サラリーマン）
- 天狼 Sirius the Jaeger（伊庭秀臣）
- ユリシーズ ジャンヌ・ダルクと錬金の騎士（アランソン）
- SSSS.GRIDMAN（学級担任） - 2023年に劇場総集編公開
- ポチっと発明 ピカちんキット（2018年 - 2019年、アラン・ドローン、細男）
- ジョジョの奇妙な冒険 黄金の風（2018年 - 2019年、メローネ）
- 叛逆性ミリオンアーサー（2018年 - 2019年、研究アーサー） - 2シリーズ

2019年
- グリムノーツ The Animation（ロビン・フッド、村の男性A、民兵B、ジャバウォック、帽子屋ハッタ 他）
- パズドラ（2019年 - 2020年、名大前四郎、黒服）
- B-PROJECT〜絶頂*エモーション〜（長谷川）
- けだまのゴンじろー（2019年 - 2020年、マコト父、しらない親父、中年、渋い人）
- フルーツバスケット（2019年 - 2020年、魔王っぽい人） - 2シリーズ
- BORUTO-ボルト- NARUTO NEXT GENERATIONS（明月カンキツ）
- 超人高校生たちは異世界でも余裕で生き抜くようです!（真田勝人）
- ハイスコアガールII（DuOR郎）

2020年
- 異種族レビュアーズ（スタンク）
- はてな☆イリュージョン（真の父）
- ＜Infinite Dendrogram＞-インフィニット・デンドログラム-（ファトゥム）
- のりものまん モービルランドのカークン（2020年 - 2022年、パッポン）
- 乙女ゲームの破滅フラグしかない悪役令嬢に転生してしまった…（黒装束の男）
- ハクション大魔王2020（執事）
- ムヒョとロージーの魔法律相談事務所（左近）
- デュエル・マスターズ キング（ゴダイ）
- 『ヒプノシスマイク -Division Rap Battle-』Rhyme Anima（娑婆州黒也）
- NOBLESSE -ノブレス-（先代ロード）

2021年
- WIXOSS DIVA(A)LIVE（マスターX）
- のんのんびより のんすとっぷ（しおりの父）
- バック・アロウ（キョウ・メイケツ）
- 八十亀ちゃんかんさつにっき（辻優秀、店員） - 2シリーズ
- Fairy蘭丸〜あなたの心お助けします〜（押田）
- チート薬師のスローライフ〜異世界に作ろうドラッグストア〜（アルフ）
- 僕のヒーローアカデミア（2021年 - 2022年、花畑孔腔 / トランペット） - 2シリーズ
- ピーチボーイリバーサイド（餓鬼）
- 吸血鬼すぐ死ぬ（2021年 - 2023年、ショーカ） - 2シリーズ

2022年
- 恋は世界征服のあとで（轟大吾〈グリーンジェラート〉）
- 魔法使い黎明期（イデアモル主教）
- Extreme Hearts（伊吹慎二）
- 組長娘と世話係（レオン・ウィルソン）
- 農民関連のスキルばっか上げてたら何故か強くなった。（テスタ）
- 宇崎ちゃんは遊びたい!ω（笹本）
- ぼっち・ざ・ろっく!（後藤直樹）

2023年
- もういっぽん!
- 魔法少女マジカルデストロイヤーズ（ミリオタ）
- 転生貴族の異世界冒険録〜自重を知らない神々の使徒〜（サビノス）
- ライアー・ライアー（結川奏）
- 帰還者の魔法は特別です（ドネータ・ハーデン）
- ティアムーン帝国物語〜断頭台から始まる、姫の転生逆転ストーリー〜（林馬龍）
- ダークギャザリング（坂下）

2024年
- ゆびさきと恋々（逸臣の父）
- 終末トレインどこへいく?（ネコ兄）
- 刀剣乱舞 廻 -虚伝 燃ゆる本能寺-（にっかり青江）
- 鬼滅の刃 柱稽古編
- 恋は双子で割り切れない（神宮寺父）
- 魔王軍最強の魔術師は人間だった（エ・ルドレ）
- 戦国妖狐 千魔混沌編（無の民）
- チ。-地球の運動について-（2024年 - 2025年、ナレーション、レフ、司祭）
- るろうに剣心 -明治剣客浪漫譚- 京都動乱（義壱）
- アサティール2 未来の昔ばなし（ユーニス）

2025年
- ハニーレモンソーダ（溝口先生）
- コウペンちゃん（アデリーさん）

### 劇場アニメ
- フイチンさん（2004年、リュウホウのお父さん）
- 劇場版 花咲くいろは HOME SWEET HOME（2013年、宮岸徹[83]）
- どーにゃつ（2013年、バームクーガー[84]）
- 映画 ドライブヘッド〜トミカハイパーレスキュー 機動救急警察〜（2018年、石動速人[85]）
- 劇場版 SHIROBAKO（2020年、下柳雄一郎、げ〜ぺ〜う〜忍者F[86]）
- 名探偵コナン 緋色の弾丸（2021年、警官）
- 劇場版 ソードアート・オンライン -プログレッシブ- 星なき夜のアリア（2021年、結城浩一郎）
- 劇場版IDOL舞SHOW（2022年、斎藤重道）
- 劇場版 鬼滅の刃 無限城編 第一章 猗窩座再来（2025年）

### OVA
2001年
- Memories Off（稲穂信）

2003年
- Memories Off 2nd（稲穂信）

2004年
- おジャ魔女どれみナ・イ・ショ（平松部長）
- Memories Off 3.5 想い出の彼方へ（稲穂信）
- Memories Off 3.5 祈りの届く刻（稲穂信）

2005年
- 星界の戦旗III（スターシュ）

2006年
- Pinky:st（ケイイチロウ、パパ）
- Memories Off #5 とぎれたフィルム THE ANIMATION（稲穂信）

2007年
- こどものじかん やすみじかん〜あなたがわたしにくれたもの〜（青木大介）

2009年
- OVA うたわれるもの（ゴムタ）
- こどものじかん 2学期（青木大介）

2011年
- ナナとカオル（杉村薫）

2013年
- カガクなヤツら（駒場遥希） - コミックス第4巻オリジナルアニメBlu-ray付予約限定版
- 参乗合体 トランスフォーマーGo!（センスイマル）
- 波打際のむろみさん（永野徹） - コミックス第9巻DVD付特装版

2014年
- 最近、妹のようすがちょっとおかしいんだが。（神前夕哉） - コミックス第7巻BD付き特装版

2015年
- たまゆら〜卒業写真〜（堂郷和太郎）
- 棺姫のチャイカ AVENGING BATTLE（トール・アキュラ）

2016年
- モンスター娘のいる日常（2016年 - 2017年、来留主公人） - コミックス第11・12巻OAD付き特装版

2018年
- 岸辺露伴は動かない エピソード#02 六壁坂（釜房郡平） - コミックス第2巻アニメDVD同梱版

2019年
- まじもじるるも 完結編（先輩） - 原作第3部コミックス第9巻OAD付限定版

### Webアニメ
- 俺の妹がこんなに可愛いわけがない（2011年 - 2013年、赤城浩平） -  2シリーズ[一覧 30]
- ぷちます! -プチ・アイドルマスター-（2013年、プロデューサー、長老、鳥じゃない方〈ボルボレ〉、ヤマタノオロチ〈1 - 4〉、収録スタジオのスタッフ、なまず）
- ぷちます!! -プチプチ・アイドルマスター-（2014年、プロデューサー[92]、ヘビ♂、長老、G、バイト♂、ワニ♂、おじいさん）
- 月曜日のたわわ（2016年 - 2021年、お兄さん[93]） - 2シリーズ[一覧 31]
- モンスターストライク（2017年、斑目穣）
- A.I.C.O. Incarnation（2018年、由良俊英）
- トミカハイパーレスキュー ドライブヘッド 機動救急警察 2018（2018年、石動速人）
- 崩壊:スターレイル ショートアニメ（2023年、丹楓）
- トミカヒーローズ ジョブレイバー 特装合体ロボ（2023年、キャリーブレイバー セブン-イレブン 配送トラック）

### ゲーム
1999年
- Memories Off（稲穂信）

2001年
- KID MIXセクション（稲穂信）
- Memories Off 2nd（稲穂信）

2002年
- 想い出にかわる君 〜Memories Off〜（稲穂信）

2003年
- 魔界戦記ディスガイア（プリニー、大天使ラミントン）
- メモオフみっくす（稲穂信）

2004年
- ファントム・ブレイブ（ラファエル、プリニー）
- Memories Off 〜それから〜（稲穂信）

2005年
- GENJI（三郎太）
- サムライスピリッツ 天下一剣客伝（ガルフォード、風間蒼月、天草四郎時貞）
- 少女義経伝・弐 〜刻を超える契り〜（源頼朝）
- ファイアーエムブレム 蒼炎の軌跡（漆黒の騎士）
- ファントム・キングダム（プリニー）
- Memories Off After Rain（稲穂信）
- Memories Off #5 とぎれたフィルム（稲穂信）

2006年
- うたわれるもの 散りゆく者への子守唄（ゴムタ）
- ガンパレード・オーケストラ 青の章 〜光の海から手紙を送ります〜（石塚弘）
- グラナド・エスパダ（白虎、ガルシア・ヒンギス）
- THE ロボットつくろうぜっ! 激闘!ロボットファイト（東堂テツヤ）
- 魔界戦記ディスガイア2（プリニー、シュラ）
- Memories Off 〜それから again〜（稲穂信、鷺沢衛、吉祥寺隼人）
- 龍刻 RYU-KOKU（内海タツヒコ）

2007年
- ジオテイル（五十嵐翔、日野原諒）
- ファイアーエムブレム 暁の女神（サザ、シノン、漆黒の騎士 / ゼルギウス）
- Memories Off #5 encore（稲穂信）
- Routes PE、Routes PORTABLE（那須宗一）

2008年
- クロスエッジ（プリニー）
- ゲットアンプド2（マイク・デイビス 他）
- 幻想水滸伝ティアクライス（ルオ・タウ）
- サムライスピリッツ 六番勝負（ガルフォード、風間蒼月、天草四郎時貞）
- しゅごキャラ! 3つのたまごと恋するジョーカー（二階堂悠）
- しゅごキャラ! あむのにじいろキャラチェンジ（二階堂悠）
- トリノホシ 〜Aerial Planet〜（プリニー）
- ヴァルキリープロファイル 咎を背負う者（ラングレイ）
- プリニー 〜オレが主人公でイイんスか?〜（プリニー）
- 魔界戦記ディスガイア3（プリニー）
- メタルギアソリッド4（敵兵）
- Memories Off 6 〜T-wave〜（稲穂信）
- ユア・メモリーズオフ〜Girl's Style〜（稲穂信〈客〉、黒服）

2009年
- eden*（榛名亮）
- ディスガイア インフィニット（プリニー）
- 電撃学園RPG Cross of Venus（高須竜児）
- とらドラ・ポータブル!（高須竜児）
- トリニティ・ユニバース（プリニー）
- Memories Off 6 Next Relation（稲穂信）

2010年
- イナズマイレブン3 世界への挑戦!!（テレス）
- 超次元ゲイム ネプテューヌ
- 東京鬼祓師 鴉乃杜學園奇譚（壇燈治）
- ハウリングソード（アルフォンソ＝フォン＝ミジェリン）
- ぱすてるチャイムContinue（ヒューズ・バレッタ）
- 花札参（博徒、おすたぬき）
- プリニー2 〜特攻遊戯! 暁のパンツ大作戦ッス!!〜（プリニー）
- Memories Off ゆびきりの記憶（稲穂信）
- ♂モット!! 恋愛主義♀ 「Princess Change!」（高須賀廉）、「まっすぐ」（亀梨裕）

2011年
- AKIBA'S TRIP（ノブくん）
- イナズマイレブン ストライカーズ（テレス・トルーエ、ウイネル）
- イナズマイレブン ストライカーズ2012エクストリーム（テレス・トルーエ、ウイネル）
- 俺の妹がこんなに可愛いわけがない ポータブル（赤城浩平）
- 籠の中のアリシス（エフィー）
- 魔界戦記ディスガイア4（プリニー）

2012年
- AKIBA'S TRIP PLUS（ノブくん）
- 圧倒的遊戯 ムゲンソウルズ（ソゥル・スカイハート）
- イナズマイレブンGO ストライカーズ2013（テレス・トルーエ、ウイネル、ゴーシュ・フレア）
- 俺の妹がこんなに可愛いわけがない ポータブルが続くわけがない（赤城浩平）
- 機動戦士ガンダムSEED BATTLE DESTINY（カスタムパイロット）
- ゲームでも、パパのいうことを聞きなさい!（佐古俊太郎）
- FAIRY TAIL ゼレフ覚醒（レーサー）
- 龍が如く5 夢、叶えし者

2013年
- 圧倒的遊戯 ムゲンソウルズZ（ソゥル）
- アルカディアスの戦姫（シグド）
- 俺の妹がこんなに可愛いわけがない。HappyenD（赤城浩平）
- X・A・O・C 〜ザオック〜（東道・壮年）
- Double Score 〜Cattleya×Narcissus〜（真咲テツヤ）
- ティアーズ・トゥ・ティアラII 覇王の末裔（ディオン）
- ディスガイア D2（プリニー）
- マジカルバトルフェスタ（ラゾーナ・フルス）
- 楽園男子（笹塚真介）

2014年
- 戦場の円舞曲（シェラザール）
- 電撃文庫 FIGHTING CLIMAX（高須竜児）
- DRAMAtical Murder re:code（ウイルス）
- 魔界戦記ディスガイア4 Return（プリニー）

2015年
- 暗殺教室 殺せんせー大包囲網!!（千葉龍之介）
- STELLA GLOW（ラスティ）
- 電撃文庫 FIGHTING CLIMAX IGNITION（高須竜児）
- 刀剣乱舞（にっかり青江）
- ドラゴンボール ゼノバース（タイムパトローラー）
- パズル戦隊デナレンジャー（道知虜 / デナブルー）
- 忍務遂行（加茂譲彦）
- ひぐらしのなく頃に粋（花田史郎）
- 魔界戦記ディスガイア5（クリスト）
- 夢王国と眠れる100人の王子様（ソルベージュ）
- ラングリッサー リインカーネーション -転生-（アンセル・バラデュール）

2016年
- 暗殺教室 アサシン育成計画!!（千葉龍之介）
- イケメン王宮◆真夜中のシンデレラ（ジル＝クリストフ）
- グランドサマナーズ（クライド）
- グリムノーツ（サヴァン・ギール、帽子屋ハッタ、ロビン・フッド、シャドウ・ハッタ、ランプの魔精ジンニー、サヴァン）
- ゴッドオブハイスクール【神スク】（執行委員R）
- サムライ ライジング（ナライ）
- セブンスダーク（カイト）
- 蒼空のリベラシオン（ザラムゴール）
- 誰ガ為のアルケミスト（フレイズ）
- ドラゴンボール ゼノバース2（タイムパトローラー）
- 鳥籠のマリアージュ 〜初恋の翼〜（桜川睦）
- ねじ巻き精霊戦記 天鏡のアルデラミン ROAD OF ROYAL KNIGHTS（マシュー・テトジリチ）
- ブレイジングオデッセイ（エルフリード）
- LORD of VERMILION Re:3（網乾左母二郎）

2017年
- オルタンシア・サーガ -蒼の騎士団-（ヴィクトー）
- 蒼空のリベラシオン（ヒューズ・ガリギア）
- ダンジョンに出会いを求めるのは間違っているだろうか〜メモリア・フレーゼ〜（タケミカヅチ）
- パラノーマルキス（緑大和、葛城聖）
- ファイアーエムブレム ヒーローズ（2017年 - 2025年、ジョルジュ、エルトシャン、カレル、オスカー、シノン、漆黒の騎士 / ゼルギウス、サザ）
- 吉原彼岸花 久遠の契り（大月忍）
- ラストグノウシア（エブラール）
- レイヤードストーリーズ ゼロ（コウヘイ、ポルックス、キャプテン・フック）
- ファンタシースターオンライン2es（カラミティ、タルナーダ、新光装脚）

2018年
- 魔界ウォーズ（プリニー）
- キングスレイド（ミトラ）
- メモリーズオフ -Innocent Fille-（稲穂信）
- 天涯ニ舞ウ、粋ナ花（弥島裕介）
- モンスターコレクト〜時空を旅する冒険記〜（トリスタン）
- グランドチェイス -次元の追跡者-（ジークハート）
- 電撃文庫：CROSSING VOID（高須竜児） - 海外向けアプリゲーム
- 大乱闘スマッシュブラザーズ SPECIAL（漆黒の騎士）
- メギド72（2018年 - 2023年、アリトン）

2019年
- 天地の如く（諸葛亮）
- グリムエコーズ（ファントム）
- 乙女剣武蔵（吉岡清十郎）
- ルチアーノ同盟（カローリ）
- クイズRPG 魔法使いと黒猫のウィズ（ロカ）
- 魔界戦記ディスガイアRPG（プリニー）

2020年
- この素晴らしい世界に祝福を! ファンタスティックデイズ（ダスト）
- ロストディケイド（ブラッドレー）
- ジョジョのピタパタポップ（メローネ）
- エンゲージソウルズ（ハリー）
- いっしょにあそぼ〜♪コウペンちゃん（アデリーさん）
- この素晴らしい世界に祝福を！ 〜この欲望の衣装に寵愛を！〜（ダスト）
- ファンタジア・リビルド（トール・アキュラ）
- りゅうおうのおしごと！（久留野義経）

2021年
- グランブルーファンタジー（バサラ）
- シンスメモリーズ 星天の下で（稲穂信）

2022年
- EVE ghost enemies（ジュリオ・フーリオ）
- ジョジョの奇妙な冒険 オールスターバトルR（メローネ）

2023年
- ダンジョンに出会いを求めるのは間違っているだろうか バトル・クロニクル（タケミカヅチ）

2025年
- モンスターストライク（メローネ）
- メモリーズオフ 双想 〜Not always true〜（稲穂信）

### ドラマCD
- IDOL舞SHOW エピソードZERO（2020年、齋藤重道）
- ドラマCD アイドルマスター Eternal Prism 03（司会〈男〉）
  - PETIT IDOLM@STER Twelve Seasons! Vol.1 - 12（プロデューサー）
- アニたまどっとコム standard まるなげ♪
  - アニたまどっとこむ Standard まるなげ♪ presents 『Pastel Kaori Colorful Box』（純次ママ）
- イケメン☆アルバム【BlueButterfly】Club ALL編（五月）
- うたわれるもの オリジナルドラマ 〜トゥスクルの内乱〜（キママゥ）
- eden* 第1巻（榛名亮）
- EREMENTAR GERAD The original（キース・フェルゲン）
- おたくの娘さん（新田千尋）
- お護り男子!神ダーりん 〜いにしえの約束〜（イチ[151]）
- 俺の彼女と幼なじみが修羅場すぎる（季堂鋭太）
- 学園ヘヴン〜未来は君のもの〜（滝俊介）
- 神様のメモ帳 シリーズ（ヒロ）
  - 神様のメモ帳 おしゃれサギ師の末路
  - 神様のメモ帳 歌姫の危険なアングル
- 月刊少女野崎くん（堀政行[152]）
- 子ひつじは迷わない 走るひつじが1ぴき・前編（宍倉徹）
- 〆切様におゆるしを（四木サトル）
- SH@PPLE -しゃっぷる-（芝目夏彦）
- switch〜スイッチ Vol.3 mp編（臼井誠）
- スペシャル♥ドラマCD 「声優かっ!」（高柳翔）※花とゆめ2010年4号付録
- 青春ラリアット!!（宮本圭太）※電撃文庫MAGAZINEVol.18付録「豪華声優陣×第17回電撃小説大賞コラボCD」
- Z/X NF dramaCD 6 りげる★くらいしす（ガルマータ)
- ちぇんじ123（小介川英雄）
- 超人高校生たちは異世界でも余裕で生き抜くようです!（真田勝人[153]）※単行本第7巻ドラマCD付き限定特装版
- チヒロ☆ちひろ（橘英里）
- ティンクルセイバーNOVA（司木燈也）
- 天然!絶滅ヒーロー!!（渋谷カイト）
- 「刻の男組（ときのスーパーヒーロー）」第3弾「ナルシー☆金太郎」（茨木童子、ナレーション）
- とらドラ! Drama CD Vol.1 - 3,SP.1 - 3（高須竜児）
- ナヴァグラハ -DefenD 9 Triggers-（舞祷院礼安[154]）※コミックス第2巻ドラマCD付き特装版
- ナナとカオル（杉村薫）
- 任侠伝 渡世人一代記 ドラマCD 〜風来の蓮次〜（仲町屋半右衛門）
- ぬらりひょんの孫（烏天狗）
- 緋弾のアリア（遠山キンジ）
- -ヒトガタナ-（狗塚真）
- ファイアーエムブレム エクストラドラマCD 暁の女神 〜群雄たちの譲れぬ想い〜（サザ、漆黒の騎士[155]）
- フレイム王国興亡記 ドラマCD「乙女の戦い -Sweet Girl's War-」（松代浩太[156]）
- サウンドシアター ドラマCD ベルサイユのばら（ばあや）
- 魔界戦記ディスガイアシリーズ
  - 魔界戦記ディスガイア ドラマCD（プリニー隊、大天使ラミントン）
  - 魔界戦記ディスガイア2 ドラマCD1 〜魔王降臨編〜（プリニー）
  - 魔界戦記ディスガイア2 ドラマCD2 〜魔界騒乱編〜（プリニー、魔木）
  - 魔界戦記ディスガイア3 ドラマCD Vol.2〜奇奇怪怪! 悪魔だらけの強化合宿!〜（プリニー）
- 迷い猫オーバーラン! ドラマCD（幸谷大吾郎）
- Memories Offシリーズ（稲穂信）
  - メモオフ演劇部第1回公演『トレジャーハンター信!』
  - メモオフ演劇部第3回公演『たるたるくえすと』
  - メモオフ演劇部第4回公演『マジカル美少女☆たかのちゃん!』
  - Memories Off 2nd コンプリートボックス 〜想い出のタイムカプセル〜
- 百千さん家のあやかし王子 其の弐（妹尾正）
- ヤンデレ彼女（田中学）
- 勇者様のお師匠様（ポウラット[157]）※小説第3巻サウンドドラマDL特典
- 螺湮城新伝 第二話 〜ネフレン＝カの章〜（アトゥム・ジェフティメス・イーベンラー[158]）
- ラグナロクオンライン コンプリート・サウンドトラック（リュー）※ドラマパートに出演
- Routes -ルーツ- オリジナルドラマCD（那須宗一）
- Quad Cross　第１話『暁の瞼』（告文ガブリエル[159]）
- Quad Cross　第２話『鏡像の母』（告文ガブリエル[160]）
- Z/X -Zillions of enemy X- NC DramaCD ③「ソトゥミサ放送局 R」（秩序の頂点サー・ガルマータ）
- 警視庁 特務部 特殊凶悪犯対策室 第七課 -トクナナ-七課イン・ザ・パーティvol.1（小野村キトラ[161]）

### BLCD
- 秋山くん（秋山佑二）
- 淡雪（山科）
- いかさまメモリ（津田圭介）
- イベリコ豚と恋と椿。（椿）
- オメガバース系BLドラマCD 私立オメガ学園 偽りのヴァイオリニスト編（柊尊）
- グッドモーニング 「メロンパン戦争」（藤野）
- クロネコ彼氏の甘え方（蓮見）
- 黒羽と鵙目（麻生）
- 獣たちの…妄執。（宮本）
- 恋を知る日（鳴瀬雅臣）
- calling（磯部）
- 少年花嫁 シリーズ（桜田門春彦）
  - 星と桜の祭り〜少年花嫁2〜
  - 剣と水の舞い〜少年花嫁4〜
- 全ての恋は病から（椎名一貴）
- 年下彼氏の恋愛管理癖（立花峰雄）
- 男子校REC!放課後★告白大作戦編（広瀬明憲）
- NightS（関[162]）
- 初恋のあとさき（美山洸平）
- 微熱の果実〜バタフライ・スカイ〜（柳島千晶）
- ホントのところ（斉木隆）
- メランコリック・メローメロー（いっちゃん）
- 家賃半分の居場所です。（征人）
- ヤンデレ天国（ヘブン）BL 〜真誠学園男子寮編〜（穂積渓）
- 誘惑（香山晃）

### ラジオドラマ
- TBSラジオ エブ★ラジ 夜の連続スマホ小説「黒しろ恋模様」（神谷猛[163]）
- 歌舞伎まるごとストーリー「あらすじえもん」テイキン・クエスト（2019年8月10日、勇者カイタ[164]） - NHK-FM

### デジタルコミック
- VOMIC 絶対覚醒天使ミストレス☆フォーチュン（群青遥）
- VOMIC ぬらりひょんの孫（カラス天狗）
- VOMIC MOMO（沙成）

### 吹き替え

#### 映画
- ウルフクリーク/猟奇殺人谷（ベン・ミッチェル）
- コンクラーベ 天使と悪魔（ロドリーゴ・ボルジア〈マヌ・フローラ〉）
- スピードスター（ラーチ）
- ティーン・ナイト（ベン〈ベンジャミン・プレネル〉）
- ライフ・ドア 黄昏のウォール街（ジュシュア・スターリング〈アダム・スコット〉）

#### ドラマ
- WITHOUT A TRACE/FBI 失踪者を追え!（オーエン・ローリングズ）
- KAMEN RIDER DRAGON KNIGHT（ブランドン）

#### アニメ
- 攻略うぉんてっど!〜異世界救います!?〜（言の魔人、学の魔人）
- ネオ・ヨキオ（カズ・カーン）

### 特撮
- 仮面ライダー×仮面ライダー ウィザード&フォーゼ MOVIE大戦アルティメイタム（2012年、仮面ライダーWの声[165]）
- 仮面ライダーセイバー（2020年、サンショウウオメギド〈ハンザキメギド〉の声[166]）
- ドゲンジャーズ（2022年 - 、切袴の声[167]） - 4シリーズ[一覧 32]

### ウェブテレビ
- よつば音楽学院（2020年10月28日 - 2021年4月17日、ABEMA・アニメチャンネル）MC[168]

### ラジオ
※はインターネット配信。
- 井戸端ネットラジオ 小さな幸せ（2002年 - 2006年、インターネットラジオ※）
- ラジオ神無月（2004年 - 2005年、TE-A room※）
- VOICE CREW（2006年、NACK5※）
- RADIO京四郎（2006年 - 2007年、i-revo TE-A room※）
- へきる、淳司 NATURE（2007年 - 2011年、FM-FUJI制作東海ラジオ他）
- ヒデラジZ（2008年、音泉※）
- とらドラジオ!（2008年 - 2009年、アニメイトTV※）
- ぬら孫ラジオ 百鬼夜Go!（2010年 - 2011年、アニメイトTV※・マリン・エンタテインメント※）
- 日本一RADIO（2010年 - 2018年、HiBiKi Radio Station※）
- マエマジLIFE STYLE（2010年 - 2011年、超!A&G+※）
- ぬら孫ラジオ 百鬼夜Go!Go!（2011年、アニメイトTV※・マリン・エンタテインメント※）
- ラヂオ小中部（2011年 - 2012年、showgate animation channel※）
- まじポン!（2012年 - 2018年、ラジオ関西）
- 間島淳司・下野紘の男気サンシャイン（2013年・2014年、HiBiKi Radio Station※）
- 棺音（ラジオ）のチャイカ（2014年、HiBiKi Radio Station※）[169]
- パズル戦隊デナレンジャー〜ラジオ支部〜（2015年、音泉※）
- 迷家‐マヨイガ‐「納鳴村 村役場広報課」（2016年、音泉※）
- 箱（2018年 - 2019年、超!A&G+※・ニコニコ動画マリン・エンタテインメントチャンネル※）[170]
- TVアニメ「とらドラ!」10周年記念「とらドラジオ! SPECIAL」（2018年、アニメイトタイムズ※）[171]
- 異種族レビュアーズ 食酒亭ラジオ（2020年、音泉※）[172]
- みんなのドゲンジャーズRadio（2021年、超!A&G+※）[173]

### ラジオ・朗読CD
- とらドラ! DJCD Vol.1 - 3、SP.1
- 日本一RADIO Vol.1 - 6
- DJCD ぬら孫ラジオ 百鬼夜Go! 一ノ巻 - 四ノ巻
- DJCD ぬら孫ラジオ 百鬼夜Go! Go! お試し盤・一ノ巻
- 緋弾のアリア ラジオCD Bullet2 武偵高・広報室便り〜調理実習編〜
- 羊でおやすみシリーズ vol.26「お兄ちゃんとおやすみ」
- マエマジ LIFE STYLE ラジオCD vol.01・02
- まじポン! DJCD Vol.1 - 3
- 間島淳司のMOMODACHI!CD 近藤孝行君
- 間島淳司のMOMODACHI!CD 下野紘君
- 間島淳司のMOMODACHI!CD 安元洋貴君
- 間島淳司のMOMODACHI!CD 日野聡君
- ヤンデレ天国〜華麗なる徳大寺家編〜（徳大寺克己〈義兄〉）
- 棺音(ラジオ)のチャイカ side チームチャイカ × side チームジレット Vol.1
- 棺音(ラジオ)のチャイカ Vol.2・3

### ナレーション
- 朝はビタミン!（2006年10月2日 - 2008年9月26日、テレビ東京）

### 映像商品
- アニメ星人 ときめきレシピ ロシア料理の巻〜間島淳司＆羽多野渉〜
- 宝探し〜ミライセンシ エピソード0〜in西武園ゆうえんち
- 人狼バトル〜人狼vs騎士〜[174]

### 舞台
- FREEMAN第一回旗揚げ解散公演「エムズスタイル」（2008年8月2日、荻窪メガバックスシアター）
- 神々のいたずらPRESENTS公演「敏腕組！」（2009年12月26日・27日、四谷区民ホール）
- エムズ・スタイル第三回公演「エムズ・スタイルーユニバァァァース！ー」 (2012年5月26日・27日、座・高円寺２)
- 劇団東京都鈴木区
  - 第5回公演「ヒーロー ア ゴーゴー!」（2012年6月20日 - 24日）※声の出演
  - 第7回公演「ヒーロー ア ゴーゴー! 〜遊園地編〜」（2013年3月13日 - 24日）
  - 第9回公演「いるわけないしっ！」（2013年11月1日 - 4日）※声の出演
  - 第10回公演「ヒーローアゴーゴー！」（大阪公演）（2014年7月11日 - 13日）※声の出演
  - 第11回公演「翔べ! スペースノイド」（2015年4月2日 - 5日）※声の出演
  - 第14回公演「ラストオーダー90分」（2016年7月20日 - 24日）※21日のみ
  - 朗読文化協会 第1回講演「朗読劇 キミが、No.1」（2016年10月8日・9日）

### その他コンテンツ
- 福井県立恐竜博物館常設展示音声ガイド（大人用・子供用）
- コミックアニメDVD 青春鉄道2 -DVD付特装便-（東海道本線）
- サウンドドラマ LOTUS 〜First Bloom〜（野々宮大樹）
- パチスロ「エージェント・クライシス」（パトラッシュ・ロナウド）
- 週刊トロ・ステーション第107号「みんなの力で、BD化プロジェクト達成！」（2011年11月19日）
- ひとりでがんばりマスター！（ふでまる）
- 春についた100のうそ（桐谷圭介[175][176]）
- オーディオブック のぼうの城（朗読[177]）
- オーディオブック 悪人 上巻/下巻（増尾圭吾[178]）
- アプリ「お天気時計」（男性・男子高校生の音声[179]）（2014年）
- ボイレピ♪ 朝ごはん #10 間島淳司さんの声で作る「鮭の簡単のっけ丼」（2021年）[180]
- Audible版 #真相をお話しします（ナレーター）（2022年）
- Audible版 君は誰と生きるか（ナレーター）（2024年）

## ディスコグラフィ

### キャラクターソング
| 発売日         | 商品名                                                                   | 歌 | 楽曲                                    | 備考                                                                   |
| -------------- | ------------------------------------------------------------------------ | --- | --------------------------------------- | ---------------------------------------------------------------------- |
| 2009年4月30日  | とらドラ！ キャラクターソングアルバム                                    | 高須竜児（間島淳司） | 「俺に出来る事」                        | テレビアニメ『とらドラ！』関連曲                                       |
| 2009年5月27日  | コンプリイト/プリーズ フリーズ                                           | 高須竜児（間島淳司）、北村祐作（野島裕史）、春田浩次（吉野裕行）、能登久光（興津和幸） | 「プレパレード（男汁MAX SINGLE ver.）」 | ゲーム『とらドラ・ポータブル！』エンディングテーマ                     |
| 2011年4月6日   | イナズマイレブン キャラクターソングオリジナルアルバム                    | フィディオ・アルデナ（下野紘）、マーク・クルーガー（中村悠一）、テレス・トルーエ（間島淳司）、エドガー・バルチナス（杉田智和）                                                             | 「栄光へのエール！」                    | テレビアニメ『イナズマイレブン』関連曲                                 |
| 2011年12月21日 | 緋弾のアリア Blu-ray & DVD Bullet.7 初回生産版 特典CD                    | 神崎・H・アリア（釘宮理恵）、遠山金次（間島淳司） | 「僕らのガバメント」                    | テレビアニメ『緋弾のアリア』関連曲                                     |
| 2014年5月28日  | ぷちます!! -プチプチ・アイドルマスター- BD & DVD Vol.1 初回生産版 特典CD | プロデューサー（間島淳司） | 「1人ぼっちの歌」                       | Webアニメ『ぷちます!! -プチプチ・アイドルマスター-』エンディングテーマ |
| 2016年9月28日  | 暗殺教室 ベストアルバム 〜Music Memories〜                               | 3年E組 | 「旅立ちのうた」                        | テレビアニメ『暗殺教室』挿入歌                                         |
| 2016年12月7日  | 刀剣乱舞-花丸- 歌詠集其の五                                              | にっかり青江（間島淳司）と幽霊退治戦隊 | 「にっかり妖かし数え唄」                | テレビアニメ『刀剣乱舞-花丸-』エンディングテーマ                       |
| 2017年12月6日  | 『刀剣乱舞-花丸-』歌詠全集                                               | 花丸刀剣男士一同 | 「花丸◎日和！47振りver.」               | 劇場アニメ『刀剣乱舞-花丸- 〜幕間回想録〜』主題歌                      |
| 2017年12月20日 | Symmetric love/You are my RIVAL                                          | ACE | 「Word!!」                              | テレビアニメ『ドリフェス！R』挿入歌                                    |
| 2018年1月17日  | 続『刀剣乱舞-花丸-』歌詠集 其の二                                        | 大和守安定（市来光弘）、加州清光（増田俊樹）、へし切長谷部（新垣樽助）、今剣（山下大輝）、前田藤四郎（入江玲於奈）、にっかり青江（間島淳司）、蜂須賀虎徹（興津和幸）、陸奥守吉行（濱健人） | 「花丸印の日のもとで ver.2」            | テレビアニメ『続 刀剣乱舞-花丸-』オープニングテーマ                    |
| 2020年1月22日  | イこうぜ☆パラダイス/ハナビラ音頭                                         | スタンク（間島淳司）、ゼル（小林裕介）、クリムヴェール（富田美憂） | 「イこうぜ☆パラダイス」                 | テレビアニメ『異種族レビュアーズ』オープニングテーマ                   |
| 2020年1月22日  | イこうぜ☆パラダイス/ハナビラ音頭                                         | スタンク（間島淳司）、ゼル（小林裕介）、クリムヴェール（富田美憂） | 「ハナビラ音頭」                        | テレビアニメ『異種族レビュアーズ』エンディングテーマ                   |

### その他参加作品
| 発売日        | 商品名                                  | 歌        | 楽曲                               | 備考                                     |
| ------------- | --------------------------------------- | --------- | ---------------------------------- | ---------------------------------------- |
| 2021年9月29日 | ABEMA「よつば音楽学院」発カバーアルバム | 間島淳司  | 「Dead or alive」 「君の中の永遠」 | バラエティー番組『よつば音楽学院』関連曲 |
| 2021年9月29日 | ABEMA「よつば音楽学院」発カバーアルバム | Vacances" | 「ありがとう」                     | バラエティー番組『よつば音楽学院』関連曲 |

### シリーズ一覧
1. ↑  『モンキーターン』（2004年）、『モンキーターンV』（2004年）
2. ↑  第1期（2004年）、第2期『トロイメント』（2005年 - 2006年）
3. ↑  第1期（2005年）、第2期『MEMORIES』（2007年）
4. ↑  第1期（2007年）、第3期『銀魂ﾟ』（2015年）
5. ↑  第1期（2007年 - 2008年）、第2期『しゅごキャラ!! どきっ』（2008年）
6. ↑  第1期（2008年）、第2期『ぴゅあれっつぁ♪』（2009年）
7. ↑  第1期（2009年）、第2期『2』（2009年）
8. ↑  第1期（2010年）、第2期『S』（2013年）
9. ↑  第1期（2010年）、第2期『ぬらりひょんの孫 〜千年魔京〜』（2011年）
10. ↑  第1期（2010年 - 2012年）、第2期（2015年）、第3期（2019年）
11. ↑  第2シーズン『爆』（2010年）、第3シーズン『4D』（2011年 - 2012年）
12. ↑  第1期（2011年）、第2期『オブ・ザ・デッド』（2012年）
13. ↑  第1期『〜hitotose〜』（2011年）、第2期『〜もあぐれっしぶ〜』（2013年）
14. ↑  第1作（2011年）、第2作『AA』（2015年）
15. ↑  【2011年版『カードファイト!! ヴァンガード』シリーズ】

第2期『アジアサーキット編』（2012年）、第3期『リンクジョーカー編』（2013年 - 2014年）、第4期『レギオンメイト編』（2014年）

【2018年版『カードファイト!! ヴァンガード』シリーズ】

中・高校生編（2018年 - 2019年）、続・高校生編（2019年）、新右衛門編（2019年 - 2020年）、『外伝 イフ-if-』（2020年）
16. ↑  第1期（2014年）、第2期『セカンドシーズン』（2016年）、第4期『TO THE TOP』第1クール（2020年）
17. ↑  第1期（2014年）、第2期『AVENGING BATTLE』（2014年）
18. ↑  第1期（2015年）、第2期（2016年）
19. ↑  第1期（2015年）、第2期『弐ノ皿』（2016年）
20. ↑  第1期（2015年）、第2期『II』（2019年）、第3期『III』（2020年）、第4期『IV 新章 迷宮篇』（2022年）、第5期『V 豊穣の女神篇』（2024年 - 2025年）
21. ↑  第1期（2016年）、第2期『2』（2017年）、第3期『3』（2024年）
22. ↑  第1期（2016年）、第2期『続 刀剣乱舞-花丸-』（2018年）
23. ↑  第1シーズン（2018年）、第2シーズン（2019年）
24. ↑  第1期（2018年）、第2期『II』（2024年）
25. ↑  第1シーズン（2018年）、第2シーズン（2019年）
26. ↑  第1期『1st season』（2019年）、第2期『2nd season』（2020年）
27. ↑  第3期『3さつめ』（2021年）、第4期『4さつめ』（2022年）
28. ↑  第5期（2021年）、第6期（2022年）
29. ↑  第1期（2021年）、第2期『2』（2023年）
30. ↑  『俺の妹がこんなに可愛いわけがない
 TRUE ROUTE』（2011年）、『俺の妹がこんなに可愛いわけがない。』（2013年）
31. ↑  第1期（2016年）、第2期『2』（2021年）
32. ↑  第3期『ハイスクール』（2022年）、第4期『メトロポリス』（2023年）、第5期『シン・ドゲンジャーズ』、第6期『異世界転生したらドゲンジャーズだった件』

### 初出話一覧
1. ↑  第91話初出
2. ↑  第43話初出
3. ↑  第86話初出
4. 1 2  第12話初出
5. 1 2 3  第1話初出
6. 1 2  第2話初出
7. ↑  第3話初出
8. ↑  第8話初出
9. 1 2  第6話初出
10. ↑  第15話初出
11. ↑  第10話初出
12. ↑  第24話初出
13. ↑  第34話初出

### ユニットメンバー
1. ↑  赤羽業（岡本信彦）、磯貝悠馬（逢坂良太）、岡島大河（内藤玲）、岡野ひなた（田中美海）、奥田愛美（矢作紗友里）、片岡メグ（松浦チエ）、茅野カエデ（洲崎綾）、神崎有希子（佐藤聡美）、木村正義（川辺俊介）、倉橋陽菜乃（金元寿子）、潮田渚（渕上舞）、菅谷創介（宮下栄治）、杉野友人（山谷祥生）、竹林孝太郎（水島大宙）、千葉龍之介（間島淳司）、寺坂竜馬（木村昴）、中村莉桜（沼倉愛美）、狭間綺羅々（斎藤楓子）、速水凛香（河原木志穂）、原寿美鈴（日野未歩）、不破優月（植田佳奈）、前原陽斗（浅沼晋太郎）、三村航輝（高橋伸也）、村松拓哉（はらさわ晃綺）、矢田桃花（諏訪彩花）、吉田大成（下妻由幸）、律（藤田咲）、堀部糸成（緒方恵美）
2. ↑  前田藤四郎（入江玲於奈）、鯰尾藤四郎（斉藤壮馬）、薬研藤四郎（山下誠一郎）、五虎退（粕谷雄太）、秋田藤四郎（山谷祥生）、乱藤四郎（山本和臣）、平野藤四郎（浅利遼太）、骨喰藤四郎（鈴木裕斗）、厚藤四郎（山下大輝）、博多藤四郎（大須賀純）
3. ↑  大和守安定（市来光弘）、加州清光（増田俊樹）、へし切長谷部（新垣樽助）、今剣（山下大輝）、前田藤四郎（入江玲於奈）、にっかり青江（間島淳司）、蜂須賀虎徹（興津和幸）、陸奥守吉行（濱健人）、鯰尾藤四郎（斉藤壮馬）、歌仙兼定（石川界人）、宗三左文字（泰勇気）、薬研藤四郎（山下誠一郎）、燭台切光忠（佐藤拓也）、五虎退（粕谷雄太）、山姥切国広（前野智昭）、獅子王（逢坂良太）、石切丸（高橋英則）、秋田藤四郎（山谷祥生）、乱藤四郎（山本和臣）、鳴狐（浅沼晋太郎）、愛染国俊（山下誠一郎）、同田貫正国（櫻井トオル）、鶴丸国永（斉藤壮馬）、平野藤四郎（浅利遼太）、骨喰藤四郎（鈴木裕斗）、厚藤四郎（山下大輝）、小夜左文字（村瀬歩）、鶯丸（柿原徹也）、堀川国広（榎木淳弥）、和泉守兼定（木村良平）、太郎太刀（泰勇気）、二郎太刀（宮下栄治）、大倶利伽羅（古川慎）、三日月宗近（鳥海浩輔）、博多藤四郎（大須賀純）、山伏国広（櫻井トオル）、御手杵（浜田賢二）、江雪左文字（佐藤拓也）、浦島虎徹（福島潤）、一期一振（田丸篤志）、蜻蛉切（櫻井トオル）、日本号（津田健次郎）、小狐丸（近藤隆）、岩融（宮下栄治）、蛍丸（井口祐一）、明石国行（浅利遼太）、長曽祢虎徹（新垣樽助）
4. ↑  小笠原明日真（鈴木達央）、葛城映司（間島淳司）、五月女智景（阿部敦）
5. ↑  小野大輔、近藤孝行、間島淳司、菅沼久義